# Кафасор
Гладь «кафасор» поширена на Поділлі, Буковині. Її вишивають вертикальними стовпчиками, які складаються з горизонтальних стібків. Весь рисунок виконують нитками одного кольору. Вишивши один вертикальний стовпчик через увесь узор, вишивають сусідній і т. д., доки не заповниться весь орнамент. Кожний стібок «кафасора» віддалений від іншого на одну або більше ниток. Техніка подібна до поверхниці, відмінність у тому, що на виворотній стороні перехід від одного стібка до іншого здійснюється по діагоналі, а в поверхниці вертикально.

## Техніка виконання
Кафасор вишивається справа наліво і знизу догори. Закріплюємо нитку так само як і в поверхниці, на 2 нитки. Після цього набираємо чотири нитки вверх. Вишиваємо за тією ж схемою, що і поверхницю, відмінність в тому, як лягає нитка на звороті. У вишивки кафасором більша щільність, ніж в поверхниці та вишивається зразок трохи швидше. 

## Використання у вишивці
Цю техніку не використовували як самостійну, лише, як додаткову. Цією технікою можна утворити виключно геометричні орнаменти. Технологія вишивки цих швів є рахункова гладь, що дає розуміння при творенні композицій закономірність цілісності малюнку. Кафасор можливо виконувати в основних орнаментах як їх складова. Основні орнаменти можуть бути виконані: низиною, колодками, заїгліно, набируванням та занизуванням. Виконують кафосор охристим, сірим, чорним, рідше червоним кольором.